# Synagoga Menachem Awelim w Oświęcimiu
Synagoga Menachem Awelim w Oświęcimiu (z hebr. Pocieszenie żałobników) – nieistniejąca synagoga znajdująca się w Oświęcimiu przy ulicy Berka Joselewicza 4.
Synagoga została założona na początku XX wieku na parterze budynku należącego do chasydów z Bobowej. W pozostałych pomieszczenia parteru mieścił się cheder.
Podczas II wojny światowej hitlerowcy zdewastowali synagogę. Od czasu zakończenia wojny w bożnicy znajdowały się prywatne mieszkania. W 2005 roku na wniosek władz miasta budynek został wyburzony, ze względu na fatalny stan techniczny.